# Rhipsalis cuneata
Rhipsalis cuneata är en kaktusväxtart som beskrevs av Nathaniel Lord Britton och Joseph Nelson Rose. Rhipsalis cuneata ingår i släktet Rhipsalis och familjen kaktusväxter. Inga underarter finns listade i Catalogue of Life.